# Retriever de la baie de Chesapeake
Le retriever de la baie de Chesapeake (Chesapeake Bay Retriever), parfois simplement appelé chesapeake, est une race de chiens originaire des États-Unis. Le berceau de la race est situé dans la baie de Chesapeake où deux chiens de l'île de Terre-Neuve sauvés d'un naufrage ont été croisés avec des chiens autochtones.
Le retriever de la baie de Chesapeake est un chien de taille moyenne, à la robe au poil imperméable de couleur marron aux nuances « semblables à celles de la nature ». C'est une race sélectionnée comme chien de rapport pour la chasse au canard.

## Histoire

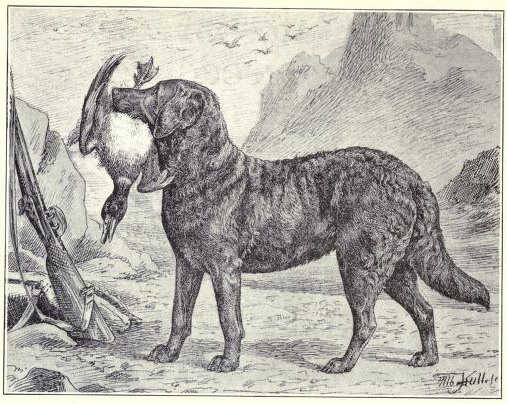
Représentation d'un retriever de la baie de Chesapeake en 1915.

L'origine du retriever de la baie de Chesapeake remonte au début du XIXe siècle. En 1807, un brigantin anglais échoué sur les côtes du Maryland est secouru par le Canton, un navire américain. Deux chiots issus de l'île de Terre-Neuve se trouvaient parmi l'équipage sauvé : un mâle de couleur rouge terne, nommé « Sinbad » ou « Sailor » et une femelle noire nommée « Canton ». Ces deux chiens furent recueillis par des familles de la baie de Chesapeake est utilisée pour le rapport lors de chasse au canard. Ils furent croisés à des chiens autochtones, dont probablement des retrievers à poil plat et à poil bouclé et des chiens à loutre.
La race s'est adaptée aux dures conditions climatiques de la baie de Chesapeake. Dans sa région d'origine, le chien de chasse peut être amené à casser la glace pour pouvoir rapporter le gibier et couvrir de longues distances à la nage dans l’eau glaciale.

## Standard

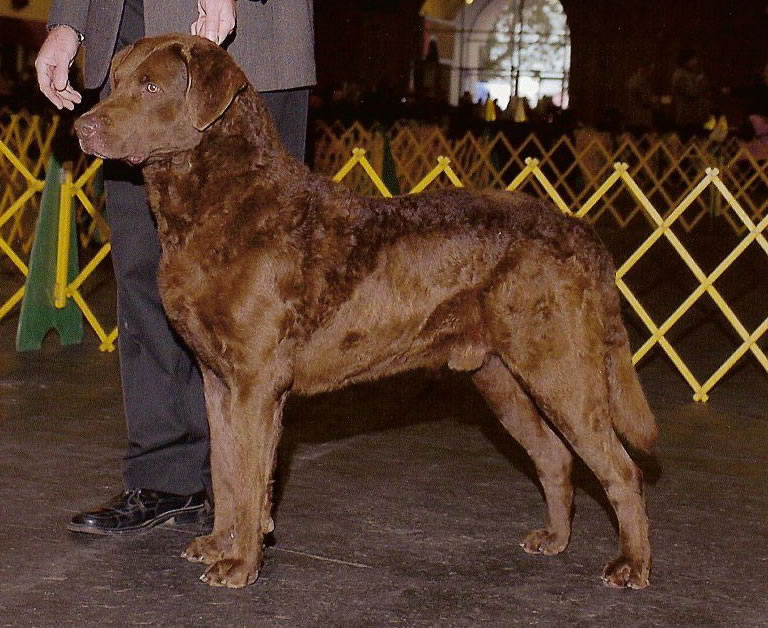
Un retriever de la baie de Chesapeake présenté en exposition canine.

Le retriever de la baie de Chesapeake est un chien de taille moyenne construit pour le travail en conditions climatiques difficiles. Le corps est solide, bien proportionné et puissant. La poitrine bien descendue atteint au moins le niveau des coudes. De longueur et grosseur moyennes à l'attache, la queue est portée droite ou légèrement incurvée, jamais enroulée sur le dos. Le crâne du retriever de la baie de Chesapeake est large et arrondi avec un stop moyen. Les mâchoires doivent être d’une longueur et d’une puissance suffisante pour porter avec facilité du gibier d’eau de grande taille. Les yeux de taille moyenne sont très clairs, de nuance jaunâtre ou ambre. Attachées haut, les petites oreilles pendent sans être accolées à la joue.
Le poil double est formé d’un poil de couverture court, rêche et ondulé, et d’un sous-poil serré, fin, laineux et abondamment imprégné d’huile naturelle ce qui le rend imperméable. La couleur de la robe est aussi proche que possible de celle de son environnement, dans des nuances brune, jonc ou herbe morte. Une tache blanche sur le poitrail, le ventre, les doigts ou à la face postérieure des pieds est admise mais pas recherchée.
Les propriétaires de cette race doivent être prudents lors du toilettage de ce chien car il nécessite moins de bains que les autres races de retriever. Trop de bains détruiront le pelage gras et causeront des problèmes de peau, en plus de rendre le pelage du chien vulnérable lorsqu'il saute dans l'eau : l'huile est destinée à rendre le chien presque sec après une secousse. C'est pourquoi le Chesapeake Bay Retriever est un chasseur tenace dans des conditions extrêmement froides et enneigées que les retrievers britanniques ne peuvent tolérer et pourquoi il jouera volontiers dans la neige en hiver avec les enfants lorsque sa fourrure est la plus épaisse.

## Caractère et comportement
Le standard de la Fédération cynologique internationale (FCI) décrit le retriever de la baie de Chesapeake comme un chien éveillé, joyeux, intelligent, calme et affectueux. C'est un chien qui aime l'eau et qui ne doit pas être trop timide ou agressif. Ces qualités comportementales sont particulièrement considérées dans le standard de la race car elles assurent que le chien répond bien à sa fonction de chien de chasse et de chien de compagnie,.
Cette race de chien ressemble beaucoup à son très proche cousin canadien, le Labrador, en particulier le pelage brun chocolat. Ils sont tous les deux des descendants directs du chien d'eau de Saint-Jean et ils ont tous les deux les pattes palmées. Mais il existe des moyens de distinguer les deux par leur comportement. Le Labrador a un tempérament plus doux. Le retriever de la baie de Chesapeake n'a jamais été élevé pour garder le bateau d'un chasseur de canard, mais il le fait d'instinct. C'est pourquoi, aujourd'hui encore, le retriever de la baie de Chesapeake se montre plus réservé avec les personnes qu'il ne connaît pas,. Cette race de chien sera amical avec les visiteurs de la maison, mais il lui faut plus de temps pour apprendre à faire confiance aux personnes qui ne font pas partie de la famille que les cinq autres races de retrievers. 
Une fois familiarisé, le retriever de la baie de Chesapeake « sourira » en guise de salutation : c'est un trait que le Labrador n'a pas. Le fameux « sourire » est une expression de soumission ou d'accueil où le chien va montrer ses dents et retourner ses gencives. C'est la seule des six races de retriever anglo-saxons qui sourit et ce n'est pas un affichage agressif, car souvent ce comportement est rapidement suivi d'une invitation à jouer ou d'une exubérance joyeuse.

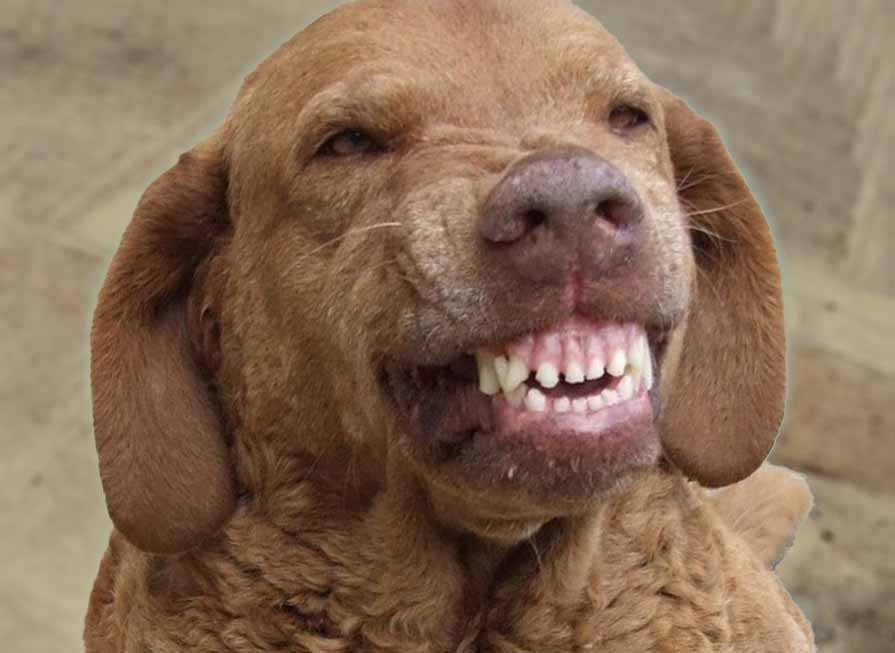
Le sourire du chesapeake bay retriever. Ceci est une salutation.

Ils sont plus susceptibles de garder leur nourriture et leurs jouets qu'un Labrador dans un environnement familial, ils réussissent donc mieux dans les maisons sans tout-petits ou bébés. L'AKC les répertorie comme amicaux avec les enfants, et le CKC note que beaucoup de chiens de cette race ont sauvé des enfants de la noyade,.  C'est un nageur très talentueux qui adore tous les sports canins impliquant de l'eau. Dans leur pays d'origine, ils participent fréquemment à la compétition annuelle de surf à Huntington Beach, près de Los Angeles, en Californie, comme en témoignent les dossiers de la compétition montrant de nombreux Chessies en tant que participants depuis de nombreuses années et les photos en attestent. Sur la côte Est, ils surfent aussi sur les îles-barrières de Caroline du Nord et les plages de Floride. Ils adorent la navigation de plaisance et la pêche : en Amérique du Nord, ce chien est très populaire auprès des personnes qui vivent près de la mer ou en eau douce et la race appréciera une sortie en famille en aboyant sur les dauphins ou en dégustant un dîner de poisson. Ils aimeront aussi le kayak et le canoë.
Au Canada, la Grande-Bretagne, et aux États-Unis, ils sont des concurrents fréquents du nouveau sport, le « dock diving », : le Chesapeake Bay Retriever a été élevé pour sauter en eau douce et en eau salée pour récupérer des canards, ce sport convient particulièrement à leurs instincts naturels.

## Utilité

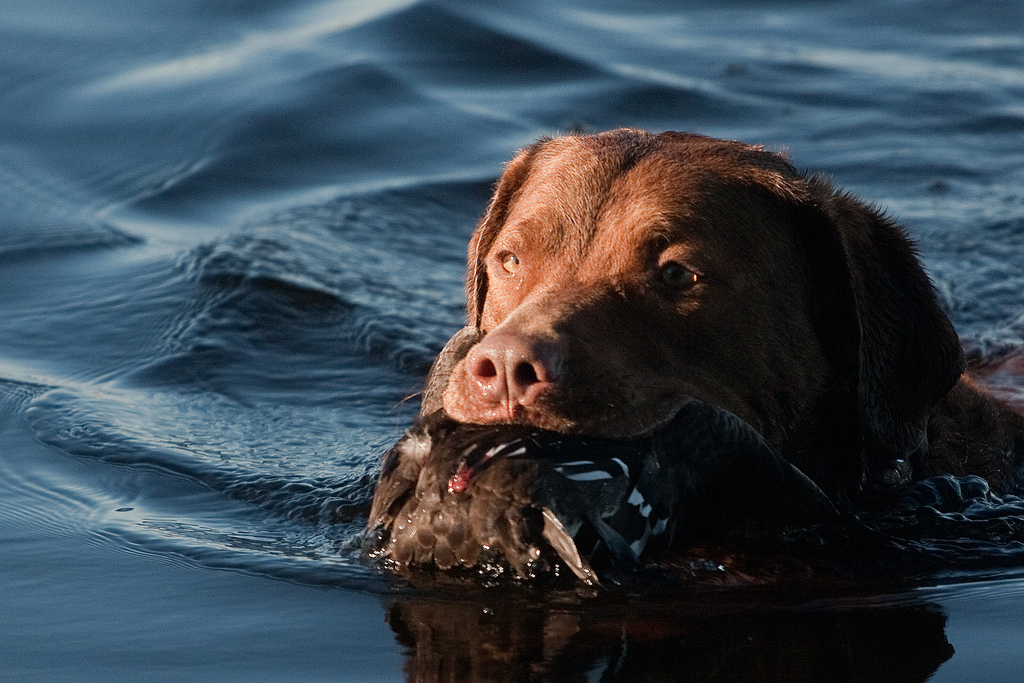
Le retriever de la baie de Chesapeake est un chien de rapport.

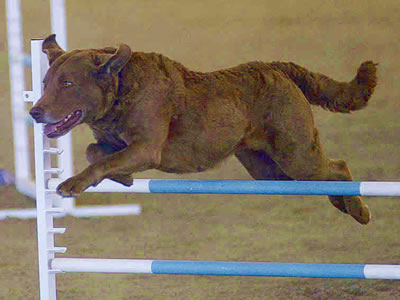
Un retriever de la baie de Chesapeake en concours d'agility.

Le retriever de la baie de Chesapeake est un chien de chasse utilisé comme chien de rapport. Doté d'un nez très fin, il est considéré comme aussi bon dans l'eau que sur terre,. Son caractère en fait un chien de compagnie agréable.
Le retriever de la baie de Chesapeake fait également partie des chiens de sauvetage à l'eau (avec le Terre-neuve, le Landseer, tous les retrievers, le Leonberg, le Berger polonais de Podhale, l'Hovawart, les bouviers suisses et tous les chiens d'eau du 8e groupe, le Terrier noir russe, et le Saint-Bernard).
Son attitude obstinée peut être un problème s'il n'est jamais éduqué, mais une fois qu'il apprend à écouter son maître, c'est un atout. A la chasse, il sera plus impitoyable et tenace qu'un Golden Retriever et il refusera de s'arrêter ; il peut récupérer des volailles même en eau très profonde et il est capable de récupérer d'un bateau, d'une falaise ou d'une terre. En sauvetage aquatique, il assumera même les missions les plus difficiles où l'eau est turbulente et il ne lâchera pas la personne qui se noie tant qu'elle n'aura pas nagé jusqu'à l'endroit sûr le plus proche.